# 43957 Invernizzi
43957 Invernizzi è un asteroide della fascia principale. Scoperto nel 1997, presenta un'orbita caratterizzata da un semiasse maggiore pari a 2,5543750 au e da un'eccentricità di 0,1494958, inclinata di 8,50841° rispetto all'eclittica.
L'asteroide è dedicato all'astrofilo italiano Luca Invernizzi.